# St. Martini (Gröningen)

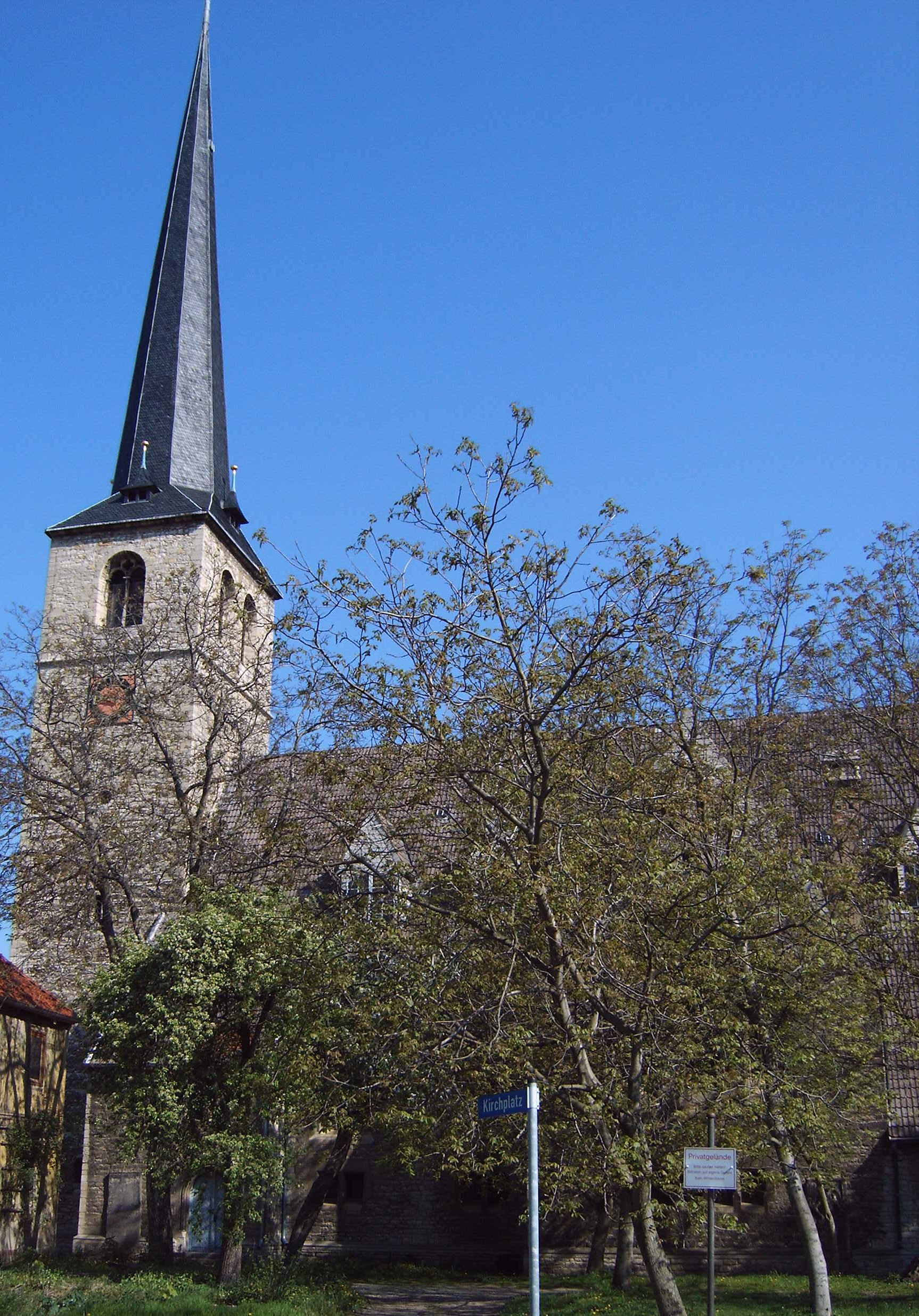
Sankt-Martini-Kirche

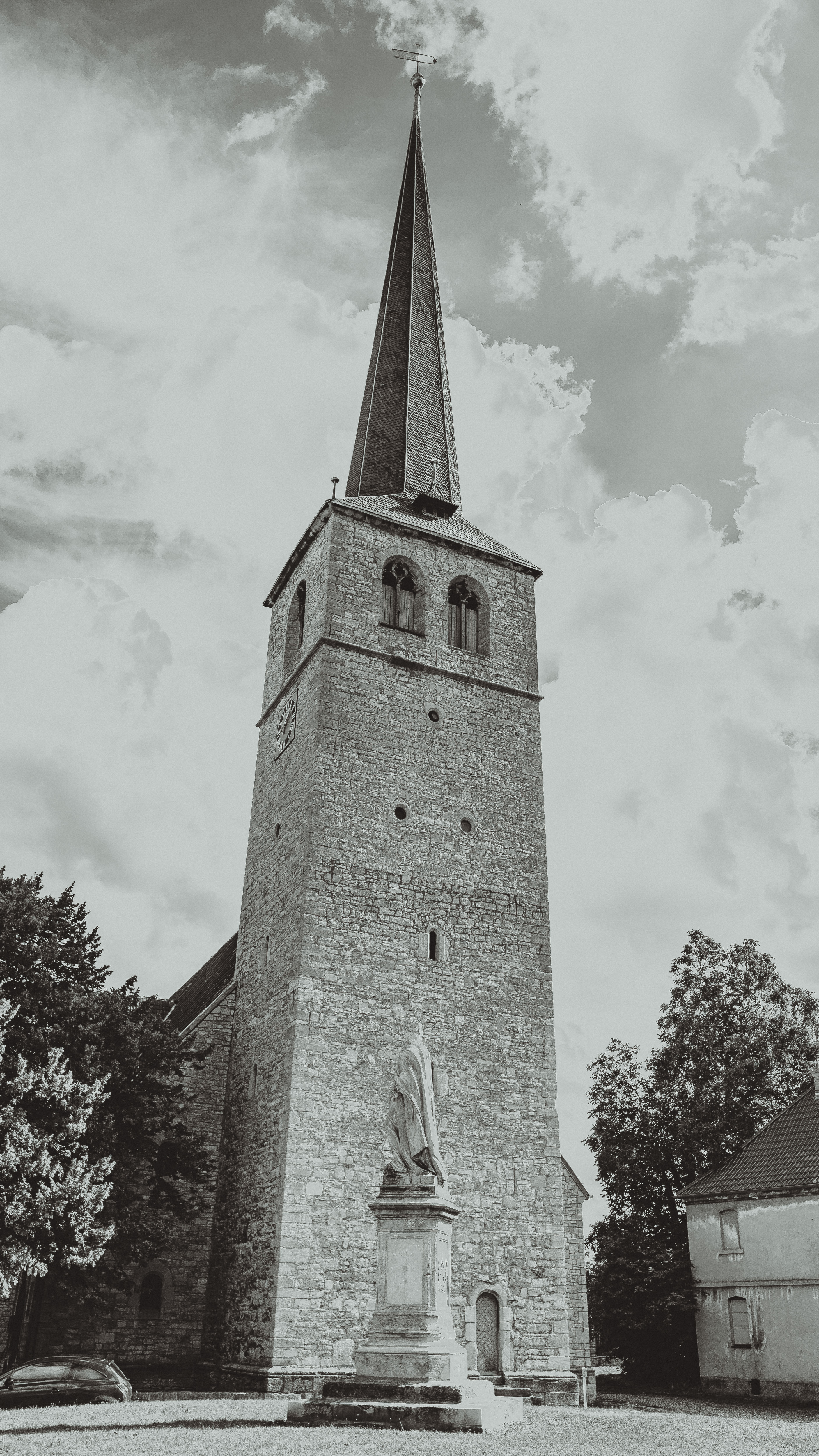
St. Martini-Kirche mit Germania

Die Sankt-Martini-Kirche, auch als St. Martin Kirche benannt ist eine evangelische Kirche in der Stadt Gröningen in Sachsen-Anhalt.

## Architektur und Geschichte
Die Kirche geht auf einen mittelalterlichen Bau zurück. Aus dieser Zeit stammt noch der heutige Kirchturm, dessen Fundamente auf die Zeit um 1200 datiert werden. Nach einem Verfall des Gebäudes erfolgte eine weitgehende Neuerrichtung, die 1418 abgeschlossen wurde. Dieser Vorgängerbau wurde im 17. Jahrhundert umgebaut. So stammen große Teile des quadratischen Turms, so das Glockengeschoss und die schlanke Spitze des Turms aus dem Jahr 1616 oder 1617. Von 1901 bis 1906 erfolgte dann der weitgehende Neubau des heutigen Kirchenschiffs. Die einschiffige Kirche wurde wie eine Wandpfeilerkirche angelegt. Die Kirche stellte jeweils die Pfarrkirche und Zentrum des Ortes dar.

## Ausstattung
Das Innere des Schiffs wird von einer Holztonnendecke überspannt. Die Decke ist mit Darstellungen aus dem Alten und Neuen Testament verziert. Die Zeichnungen stellen eine Kopie der Deckengestaltung dar, die im Vorgängergebäude vorhanden war. Auch diverse weitere Ausstattungsstücke entstammen dem alten Kirchenschiff, so dass die Innengestaltung barocke Elemente enthält. So wurden auch die Emporen und eine aus der Zeit um 1620 stammende Patronatslogen des alten Schiffs, samt reichem Schnitzwerk und Wappendarstellungen im Neubau wieder aufgestellt.
Der reich mit Ornament versehene Altaraufsatz zeigt im mittleren Teil eine Kreuzigungsszene. Am Korb der Kanzel finden sich Reliefs der Evangelisten. Ein hölzernes Kruzifix wird auf das 17. Jahrhundert datiert. Wesentlich älter ist ein auf Holz gefertigtes Ölbild Christi, welches im Jahr 1548 entstand. Vorhanden ist auch ein romanischer Taufstein aus der Zeit um 1200. Die Orgel stammt aus dem Jahr 1707.
In der Kirche befinden sich auch mehrere historische Grabsteine. Ein kleines aus Sandstein gefertigtes Epitaph, auf dem der Verstorbene kniend vor einem Kruzifix abgebildet ist, wird bereits auf den Anfang des 16. Jahrhunderts datiert. Bemerkenswert auch die Grabsteine der 1586 verstorbenen Elisabeth von Brandenstein sowie des 1591 verstorbenen Heinrich von der Lühe.
Außerhalb der Kirche befindet sich ein aus dem 15. Jahrhundert stammender Grabstein. Der für einen Geistlichen geschaffene Stein zeigt eine in Ritztechnik gearbeitete figürliche Darstellung.